# مارتن جي. كينيدي
مارتن جي. كينيدي هو سياسي أمريكي، ولد في 29 أغسطس 1892 في نيويورك في الولايات المتحدة، وتوفي بنفس المكان في 27 أكتوبر 1955. نشط حزبياً في الحزب الديمقراطي. وقد انتخب عضو مجلس ولاية نيويورك ‏ وانتخب عضو مجلس النواب الأمريكي ‏.